# Musikdidaktik
Die Musikdidaktik beschäftigt sich mit dem Lehren und Lernen von Musik im Unterricht. Enger gefasst als die Musikpädagogik, konzentriert sie sich auf die konkrete Frage der Gestaltung des – insbesondere schulischen – Musikunterrichts. Dabei spielen sowohl Überlegungen der Unterrichtsmethodik als auch Erkenntnisse der Lerntheorie eine Rolle. Die Auswahl der Lehr- und Lernziele ist in der Musikdidaktik ebenso Gegenstand von Diskussionen wie deren Anordnung in einem Curriculum. Auch die konkrete Ordnung von Unterrichtsschritten im Musikunterricht kann Gegenstand der Musikdidaktik sein.